# Stéphane Hillel
Stéphane Hillel (* 8. April 1955 in Neuilly-sur-Seine, Frankreich) ist ein französischer Schauspieler, Regisseur und Theaterleiter.

## Leben und Wirken
Der in einem Vorort von Paris geborene Hillel wurde mit 20 Jahren für den Film entdeckt und übernahm 1975 eine der beiden Hauptrollen, den ewigen Möchtegern-Casanova und Draufgänger Jean-Pierre, in Michel Langs nostalgischer Coming-of-Age-Komödie Her mit den kleinen Engländerinnen. Der Film war ein gewaltiger Erfolg und brachte Hillel – auch aus Deutschland – diverse Anschlussrollen in auf ein jugendliches Publikum zugeschnittenen Liebeskomödien ein, die ihn allerdings zunächst auf ähnlich gelagerte Aufreißertypen wie den Jean-Pierre festlegten.
Rasch begann Hillel, sich dem Theater zuzuwenden, das für ihn gehaltvollere Aufgaben bereithielt. Während er in den ausgehenden 1970er Jahren zunächst mit Tourneebühnen durch Frankreich tingelte, trat Hillel seit Beginn der 1980er Jahre an einer Reihe von Pariser Bühnen auf und inszenierte seit 1990 auch eine Fülle von Bühnenstücken, darunter Coiffure pour dames, Bobosse, Toâ, Gagneurs, La Mamma, Les Œufs de l’autruche, Les Portes du ciel, Les Dernières Lunes, Mourir en Messidor, Le Meilleur Professeur, Amadeus, Sunderland, Maris et femmes und Moi, moi et François B. nach Vorlagen so unterschiedlicher Autoren wie Sacha Guitry, Peter Shaffer und Woody Allen. Für seine Leistung bei der Inszenierung von Un petit jeu sans conséquence (2002) wurde er im darauffolgenden Jahr mit dem Molière-Theaterpreis ausgezeichnet.
Während der Kinofilm im Leben Hillels seit seinen Ausflügen ins bundesdeutsche Klamottenkino (1977 bis 1980) nur noch eine sehr untergeordnete Rolle spielte, sah man den Künstler seit 1977 auch in einer beachtlichen Reihe von Fernsehproduktionen. Zum Jahresbeginn 2002 wurde Stéphane Hillel zum Leiter des Théâtre de Paris berufen, eine Funktion, die er bis heute (Stand: Juli 2017) innehat.

## Filmografie (als Schauspieler)
- 1976: Her mit den kleinen Engländerinnen (Á nous les petites Anglaises!)
- 1976: Jedem seine Hölle (A chacun son enfer)
- 1977–95: Die Fälle des Monsieur Cabrol (Les Cinq Dernières Minutes) (TV-Serie, drei Episoden 1977, 1985, 1995)
- 1977: Summer Night Fever
- 1977: Oh lala – Die kleinen Blonden sind da (Arrête ton char… bidasse!)
- 1978: Les Bijoux de Carina
- 1978: Oh lala, immer auf die Kleinen (C’est dingue… mais on y va)
- 1979: Austern mit Senf
- 1980: Heiße Kartoffeln
- 1980: Une merveilleuse journée
- 1982: Mettez du sel sur la queue de l’oiseau pour l’attraper
- 1989: La Compagnie de Sarah
- 1990: Constance et Vicky
- 1990: Orages d’été
- 1993: Clovis (TV-Serie, eine Folge)
- 2000: La Question d’argent
- 2003: Impair et Père
- 2004: À trois, c’est mieux
- 2005: Le Démon de midi
- 2005: Sie sind ein schöner Mann (Je vous trouve très beau)
- 2006: Fabien Cosima (TV-Serie, eine Folge)
- 2006: Commissaire Valente (TV-Serie, eine Folge)
- 2007: Je nous aime beaucoup (auch Produktionsleitung)
- 2008: The Protocol – Jeder Tod hat seinen Preis (Le Nouveau Protocole)
- 2009: La maison du lac (nur Produktion)
- 2011: Le Grand Restaurant II